# Tønsberg
Tønsberg är en tätort och stad som utgör centralort i Tønsbergs kommun, Vestfold fylke i sydöstra Norge. Av tätortens totalt 54 580 invånare bor 17 881 i Færders kommun (2022). Tønsberg ligger cirka 110 kilometer söder om Oslo, vid Oslofjordens västkust.

## Historia
Tønsberg grundades år 871, då som Tunsberg, enligt Snorre Sturlassons konungasagor och räknas som Norges äldsta stad. Arkeologiska utgrävningar tyder dock på att staden växte fram under slutet av 1000-talet. På 1200-talet lät Håkon Håkonsson uppföra en borg där, på ett berg i dag med namnet Slottsfjellet.  Hans dotter var känd som prinsessa Kristina av Tunsberg. Hon gifte sig med prinsen av Kastilien, men dog ett kort tag därefter. Borgen med alla hus upp på berget brändes ner av svenskar 1503. År 1536 brann det återigen, denna gång brann hela staden ner, utom två kyrkor. År 1671 fanns ett förslag på att avveckla hela staden, men borgarna protesterade och förslaget föll. Staden behöll även efter detta sin roll som en av de viktigaste kuststäderna i Norge.

## Ekonomi
Tønsberg spelar fortfarande en roll som industriellt och maritimt centrum, med sina vitt skilda verksamhetsområden som järnvaror, skeppsvarv, pappersframställning, läderarbete och bryggerier. Staden är välkänd för sina silverprodukter.

## Övrigt
Av stadens turistattraktioner kan nämnas Slottsfjellet, med en av Nordeuropas största ruinparker. Ruinerna av Tunsberghus, St: Michaelskyrkan, kungliga residensen, Sem kirke från 1100-talet och Vestfold fylkesmuseum.